# Гай Юлій Юл (консул 447 року до н. е.)
Гай Ю́лій Юл (лат. Gaius Iulius Iullus; 485 до н. е. — після 434 до н. е.) — політичний та військовий діяч Римської республіки, консул 447, 435, 434 років до н. е..

## Життєпис
Походив з патриціанського роду Юліїв. Син Гая Юлія Юла, консула 482 року до н. е.
У 447 році до н. е. його було обрано консулом разом з Марком Геганієм Мацеріном. Разом з колегою призупинив набір до армії, що викликало збурення, і ненадовго примирив плебейських трибунів з патриціанською молоддю.
У 435 році до н. е. його вдруге було обрано консулом разом з Луцієм Вергінієм Трікостом. Через мор обидва консула не робили походів. Коли до Риму підступило військо фіденян і вейян, Гай Юлій узяв місто під охорону до призначення диктатора — ним став Квінт Сервілій Структ Пріск Фіденат.
У 434 році до н. е., ймовірно, його було втретє обрано консулом, хоча в джерелах відомості про консулів чи військових трибунів з консульською владою того року суперечливі.
Подальша доля Гая Юлія Юла невідома.